# USS Gwin (DD-433)
Lo USS Gwin (hull classification symbol DD-433) fu un cacciatorpediniere della United States Navy, entrato in servizio nel gennaio 1941 come parte della classe Gleaves.
Impegnato nelle missioni della Neutrality Patrol, subito dopo l'entrata degli Stati Uniti nella seconda guerra mondiale il cacciatorpediniere fu inviato nel teatro bellico dell'oceano Pacifico per prendere parte alle operazioni contro l'Impero giapponese. Dopo alcune azioni nel Pacifico centrale come l'incursione aerea su Tokyo e la battaglia delle Midway, il Gwin operò nel corso degli eventi della campagna delle isole Salomone nel Pacifico sud-occidentale; danneggiato alla battaglia navale di Guadalcanal nel novembre 1942, il cacciatorpediniere fu infine silurato e affondato nel corso della battaglia di Kolombangara del 13 luglio 1943.

## Storia

### Entrata in servizio e prime operazioni
Impostata il 1º giugno 1939 nei cantieri dell'arsenale navale di Boston in Massachusetts (Boston Navy Yard), la nave venne varata il 20 maggio 1940 con il nome di Gwin in onore di William Gwin, ufficiale della US Navy distintosi nella guerra di secessione americana; madrina del varo fu Jesse T. Lippincott, una discendente di Gwin. La nave entrò quindi ufficialmente in servizio il 16 aprile 1942, e dopo aver completato la sua crociera inaugurale e i lavori di messa a punto fu subito schierata nella zona dei Caraibi per prendere parte alle missioni della Neutrality Patrol; il 28 settembre 1941 invece Gwin fu distaccato a Hvalfjörður in Islanda, occupata dalle forze statunitensi nel luglio precedente per prevenire un'invasione tedesca, andando a pattugliare le acque dell'oceano Atlantico settentrionale.
Dopo l'attacco di Pearl Harbor del 7 dicembre 1941 e la conseguente entrata in guerra degli Stati Uniti, il Gwin fu inviato, nel febbraio 1942, a San Francisco via canale di Panama per operare nel teatro bellico dell'oceano Pacifico. Ai primi di aprile il cacciatorpediniere fu aggregato come scorta alla Task Force 18 incentrata sulla portaerei USS Hornet, salpata da San Francisco carica di bombardieri a lungo raggio North American B-25 Mitchell per compiere la prima incursione aerea su Tokyo; la missione si svolse senza difficoltà per il Gwin, e dopo che i bombardieri ebbero decollato alla volta di Tokyo il 18 aprile l'intera TF 18 invertì la rotta e rientrò a Pearl Harbor nelle Hawaii il 25 aprile. Il 30 aprile seguente la TF 18 sortì da Pearl Harbor procedendo a tutta forza per unirsi alle forze statunitensi impegnate in azione contro i giapponesi nel Pacifico meridionale, ma arrivò troppo tardi per prendere parte alla battaglia del Mar dei Coralli; il Gwin rientrò quindi a Pearl Harbor il 21 maggio, salvo ripartire due giorni più tardi per trasportare un contingente di marine di rinforzo per la guarnigione dell'Atollo di Midway, rientrando quindi nella base hawaiana il 1º giugno seguente.
Il 3 giugno 1942 il Gwin lasciò Pearl Harbor per andare a unirsi alla flotta statunitense impegnata contro i giapponesi nella decisiva battaglia delle Midway, arrivando però il 5 giugno quando il grosso degli scontri aeronavali era ormai concluso. Il Gwin fu chiamato a prestare assistenza alla portaerei USS Yorktown, gravemente danneggiata negli attacchi giapponesi, ma non poté impedire che il 6 giugno la nave fosse silurata e affondata dal sommergibile nipponico I-168; il cacciatorpediniere trasse in salvo 162 superstiti dell'equipaggio della portaerei e li trasportò in salvo a Pearl Harbor il 10 giugno.

### La campagna delle Salomone
Dopo una sosta nella base hawaiana, il 15 luglio il cacciatorpediniere salpò di scorta a una formazione di portaerei statunitensi diretta a coprire a distanza gli sbarchi dei marine sull'isola di Guadalcanal nelle Salomone il 7 agosto seguente, atto di apertura di una lunga campagna contro le forze giapponesi. Nelle settimane seguenti, il Gwin fu impegnato in missioni quotidiane di scorta dei convogli di truppe e rifornimenti diretti a Guadalcanal e di pattugliamento delle acque a nord dell'isola per intercettare le equivalenti missioni di approvvigionamento intentate dalle forze giapponesi (il cosiddetto Tokyo Express).
Il 13 novembre 1942 il Gwin e altri tre cacciatorpediniere formarono la scorta delle navi da battaglia USS Washington e USS South Dakota, dirette a intercettare una formazione navale giapponese segnalata in arrivo nella zona a nord-ovest di Guadalcanal. L'incontro delle due formazioni, avvenuto nella notte tra il 14 e il 15 novembre seguenti nelle acque attorno all'isola di Savo, diede quindi luogo alla seconda battaglia navale di Guadalcanal: nel corso di un serrato scambio di colpi nel buio il Gwin ingaggiò un duello di artiglieria con l'incrociatore giapponese Nagara e quattro cacciatorpediniere nemici, incassando due colpi di grosso calibro nella sala macchine che lasciarono l'unità impossibilitata a continuare lo scontro. Il Gwin ricevette l'ordine di ritirarsi scortando il gravemente danneggiato cacciatorpediniere USS Benham, ma quando quest'ultimo si rivelò impossibilitato a proseguire l'unità prese a bordo di superstiti dell'equipaggio e mandò a fondo il relitto a colpi di cannone; dopo una sosta a Noumea il 20 novembre per sbarcare i naufraghi del Benham, il Gwin raggiunse Vallejo in California il 19 dicembre seguente per sottoporsi a lavori di riparazione e risistemazione presso il Mare Island Navy Yard.
Il Gwin tornò operare nel Pacifico meridionale a partire dal 7 aprile 1943, riprendendo con la scorta ai convogli di rifornimento statunitensi diretti nelle Salomone. Il 30 giugno il cacciatorpediniere fornì supporto ai reparti statunitensi impegnati nello sbarco a Rendova, atto di apertura della campagna della Nuova Georgia: nel corso dell'azione il cacciatorpediniere fu raggiunto da un colpo di grosso calibro di una batteria di artiglieria costiera giapponese, che uccise tre uomini dell'equipaggio e ne ferì altri sette; ciononostante, il Gwin continuò a supportare lo sbarco abbattendo anche tre velivoli giapponesi che si erano portati all'attacco delle navi statunitensi. Dopo aver fatto da scorta a un convoglio di truppe diretto da Guadalcanal a Rendova, il 7 luglio il Gwin soccorse 87 naufraghi dell'incrociatore USS Helena, finito affondato il giorno prima nella battaglia del Golfo di Kula.

### L'affondamento
Il Gwin si unì quindi alla formazione navale del contrammiraglio Walden Ainsworth incaricata di contrastare le missioni del Tokyo Express dirette a portare rinforzi alla guarnigione giapponese della Nuova Georgia. Nella notte tra il 12 e il 13 luglio le navi di Ainsworth entrarono in contatto con uno di questi convogli nipponici, dando quindi luogo alla battaglia di Kolombangara: nel corso di una confusa azione nel buio le navi statunitensi mandarono a fondo l'incrociatore giapponese Jintsu, ma furono parimenti centrate da una salva di siluri che mise fuori uso diverse unità.
Una delle navi colpite fu proprio il Gwin, che accusò i danni maggiori: centrato da un siluro pesante Type 93 a mezza nave all'altezza della sala macchine, il cacciatorpediniere esplose fragorosamente accusando danni tremendi. Il cacciatorpediniere USS Ralph Talbot riuscì ad avvicinarsi e a trarre in salvo i superstiti della ciurma, per poi dare il colpo di grazia al relitto del Gwin che affondò nella posizione 7° 41' S, 157° 27' E; sessantuno membri dell'equipaggio rimasero uccisi e altri quindici furono feriti nell'azione.